# Batalla de Sant Quintí (1914)
La batalla de Sant Quintí o de Guise oposà l'exèrcit francès a l'exèrcit alemany, a prop de Guise, a l'Aisne el 1914, als inicis de la Primera Guerra Mundial.
El general Josep Joffre, comandant de les forces franceses ordenà al V Exèrcit del General Charles Lanzerac de llançar un atac al flanc contra el 2n exèrcit alemany al voltant de Guise per tal d'alleujar el grup expedicionari britànic, que estava a l'oest. L'atac va permetre guanyar una mica de terreny, però en el seu atac secundari, el primer cos del V exèrcit sota els ordres del general Louis Franchet d'Esperey travà temporalment l'avenç del segon exèrcit alemany del general Karl von Bülow.
Bülow demanà llavors al seu socors el general del Ier exèrcit alemany, Alexandre von Kluck. Kluck tenia l'ordre d'avançar a l'oest de París però el suport a Bülow desplaçaria les seves forces a l'est de la capital. Kluck pensà tanmateix que els Britànics havien estat atacats i que cap força digna no amenaçava el seu flanc dret exposat (ignorava que el VI Exèrcit francès que acaba de ser creat es reunia al nord de París).
Kluck, que no aconseguí avisar a Helmuth von Moltke, el cap d'estat major alemany, per obtenir aclariments, marxà a ajudar a Bülow per pròpia iniciativa. El 2 de setembre, desplegà el seu exèrcit del Marne a Château-Thierry fins a l'Oise. Gràcies a un reconeixement aeri, el general Joseph Joffre, el cap d'estat major francès, fou informat del canvi de direcció i preparà una contra-ofensiva massiva de les forces franceses i britàniques al llarg del Marne.